# Харбала
Харбала — село в Верхневилюйском улусе Якутии Российской федерации. Административный центр Магасского наслега.

## География
Расстояние до районного центра Верхневилюйска 115 км.
В окрестностях расположено Среднетюнгское газовое месторождение.

## Население
| 2002 | 2010 | 2021 |
| ---- | ---- | ---- |
| 541  | ↘538 | ↘401 |

## Инфраструктура
Аэропорт для самолётов АН-2. Филиал «Сахателеком», почта, детский сад «Чуораанчык», средняя школа, библиотека, дом культуры, магазин, больница, завод по переработке молока. 14 крестьянских хозяйств.

## Памятники
- Памятный знак в честь Н. Д. Субурусского, коммуниста, участника гражданской войны в Якутии[4]
- Памятный знак в честь воинов-земляков, погибших в годы Великой Отечественной войны[5]